# Первая битва за Критию
Первая битва за Критию (англ. First Battle of Krithia тур. Birinci Kirte Muharebesi) — сражение, состоявшееся 28 апреля 1915 года в рамках Дарданелльской операции, в ходе которого англо-французским войскам не удалось взять под контроль Критию.

## Боевые действия
После высадки десантов англо-французское командование приняло решение провести наступление вглубь полуострова и захватить Критию. Для этого предназначалась судовая артиллерия, для чего к операции привлекались 10 линейных кораблей союзного флота. В 8 часов утра 28 апреля союзные подразделения захватили населённый пункт Эски-Гиссарлык и достигли окраин Критии. Однако к середине дня частям 9-й пехотной дивизии османской армии под командованием полковника Халиль Сами-бея удалось приостановить продвижение союзников. Прибывающие подразделения 9-й турецкой дивизии придали османской обороне ещё большую надёжность. На правом фланге у Керевез-дере французские части понесли большие потери и потерпели неудачу. Здесь глубокий овраг был превращён османскими войсками в хорошо укреплённую позицию с колючей проволокой, пулемётными позициями и многочисленными укрытиями.
Получив подкрепления частями 7-й пехотной дивизии, османские войска перешли в контратаку и отбросили части британской армии от окраин Критии. Однако огонь корабельной артиллерии союзников заставил турок прекратить атаку, что и спасло положение. В 13 часов союзники бросились в последнюю атаку, однако она не увенчалась успехом. После дня ожесточённых боёв не имея боеприпасов, британские войска остановились на занятых рубежах. Ян Гамильтон отдал приказ о прекращении наступления. Однако вскоре турки снова перешли в контратаку и прорвали оборону союзников, лишь отчаянные действия сенегальских частей французской армии спасли положение. В итоге этих боёв союзникам не удалось выполнить поставленную задачу и захватить Критию.